# Willi Meßmer
Willi „Willes“ Meßmer (* 21. Mai 1926) ist ein ehemaliger deutscher Fußballspieler.

## Leben
Der Abwehrspieler spielte bereits in der Jugend für den SSV Reutlingen 05, für den er nach dem Zweiten Weltkrieg zunächst in der Oberliga Südwest antrat. In der Oberligaspielzeit 1949/50 erreichte Willi Meßmer mit dem SSV in der Gruppe Süd der Oberliga Südwest die Staffelmeisterschaft und im Anschluss nach einer Niederlage im Endspiel der südwestdeutschen Meisterschaftsendrunde gegen den 1. FC Kaiserslautern die südwestdeutsche Vizemeisterschaft. Bei der 0:1-Niederlage des SSV Reutlingen in der Verlängerung des Achtelfinalspiels der Endrunde um die deutsche Meisterschaft 1950 gegen Preußen Dellbrück spielte Meßmer über die volle Spieldistanz. Wegen eines Verbandswechsels der Reutlinger spielte Willi Meßmer mit dem SSV Reutlingen in der Saison 1950/51 in der Oberliga Süd. Diese Spielzeit endete für Meßmer und seine Reutlinger mit dem Abstieg in die II. Division. In der Saison 1953/54 stieg er mit seiner Mannschaft wieder in die Oberliga Süd auf. Im letzten Heimspiel des SSV Reutlingen in der Oberligasaison 1954/55 am 24. April 1955 gegen den BC Augsburg übernahm Meßmer kurz vor der Halbzeit die Position des Torhüters Heiner Schober, der sich den Arm gebrochen hatte. Bei dem 1:0-Heimsieg des SSV Reutlingen in diesem Spiel kassierte Meßmer kein Gegentor. Zum Saisonende 1954/55 erreichte Willi Meßmer mit dem SSV die Vizemeisterschaft in der Oberliga Süd. Darauf scheiterte Meßmer mit den Reutlingern in der Qualifikationsrunde der Endrunde um die deutsche Meisterschaft 1955 durch zwei Niederlagen gegen den SV Sodingen und Wormatia Worms, bei denen Willi Meßmer jeweils für den SSV Reutlingen eingesetzt wurde. Die folgende Oberligasaison 1955/56 schloss er mit dem SSV auf einem Abstiegsplatz ab.